# Ariobarzanes III av Kappadokien
Ariobarzanes III av Kappadokien, död 42 f. Kr., var regerande kung av Kappadokien mellan 51 f. Kr. och 42 f. Kr.